# Musée Louwman
Le musée Louwman (Louwman Museum) est un musée d'automobiles anciennes et récentes, de voitures hippomobiles, de motocyclettes situé à La Haye aux Pays-Bas à proximité du palais royal de Huis ten Bosch. Les anciens noms du musée furent « Musée national de l'Automobile » et « Collection Louwman ».

## Historique
La collection de plus de deux cents automobiles a été assemblée depuis 1934 par deux générations de la famille Louwman. C'est la plus ancienne collection privée d'automobiles au monde ouverte au public. La collection fut commencée en 1934 par l'achat d'une Dodge qui avait à l'époque vingt ans par l'importateur de Dodge Pieter Louwman, le père du propriétaire actuel. En 1969, la collection de Geerlig Riemer fut ajoutée à l'ensemble. Riemer était aussi le fondateur de l'Instituut voor Autobranche en Management (IVA, en français : « Institut pour l'automobile et la gestion ») à Driebergen. Le bâtiment qui était utilisé pour abriter la collection Riemer a depuis été converti pour être utilisé comme centre d'examen de l'IVA.
Le propriétaire actuel de la collection est Evert Louwman, importateur néerlandais de Lexus, Toyota et Suzuki. En 1969, la collection est déménagée à Leidschendam où était situé le musée national de l'automobile nouvellement ouvert. En 1981 la collection est à nouveau transférée vers un nouvel emplacement situé sur un terrain de l'importateur Louwman & Parqui à Raamsdonksveer. Le 18 avril 2003, le nom de « Collection Louwman » est adopté.
Le musée actuel, nommé « Musée Louwman », a été inauguré à La Haye par la Reine Beatrix des Pays-Bas le 2 juillet 2010.

## Bâtiment
Le musée Louwman est abrité dans un bâtiment de trois étages avec plus de 10 000 m2 d'espace d'exposition, sur la Leidsestraatweg à La Haye. Ce bâtiment a été spécifiquement conçu pour le musée par un architecte américain, Michael Graves. L'architecte paysagiste Lodewijk Baljon a conçu les aménagements du parc qui entoure le bâtiment. Un parking souterrain sous le bâtiment accueille les véhicules des visiteurs.

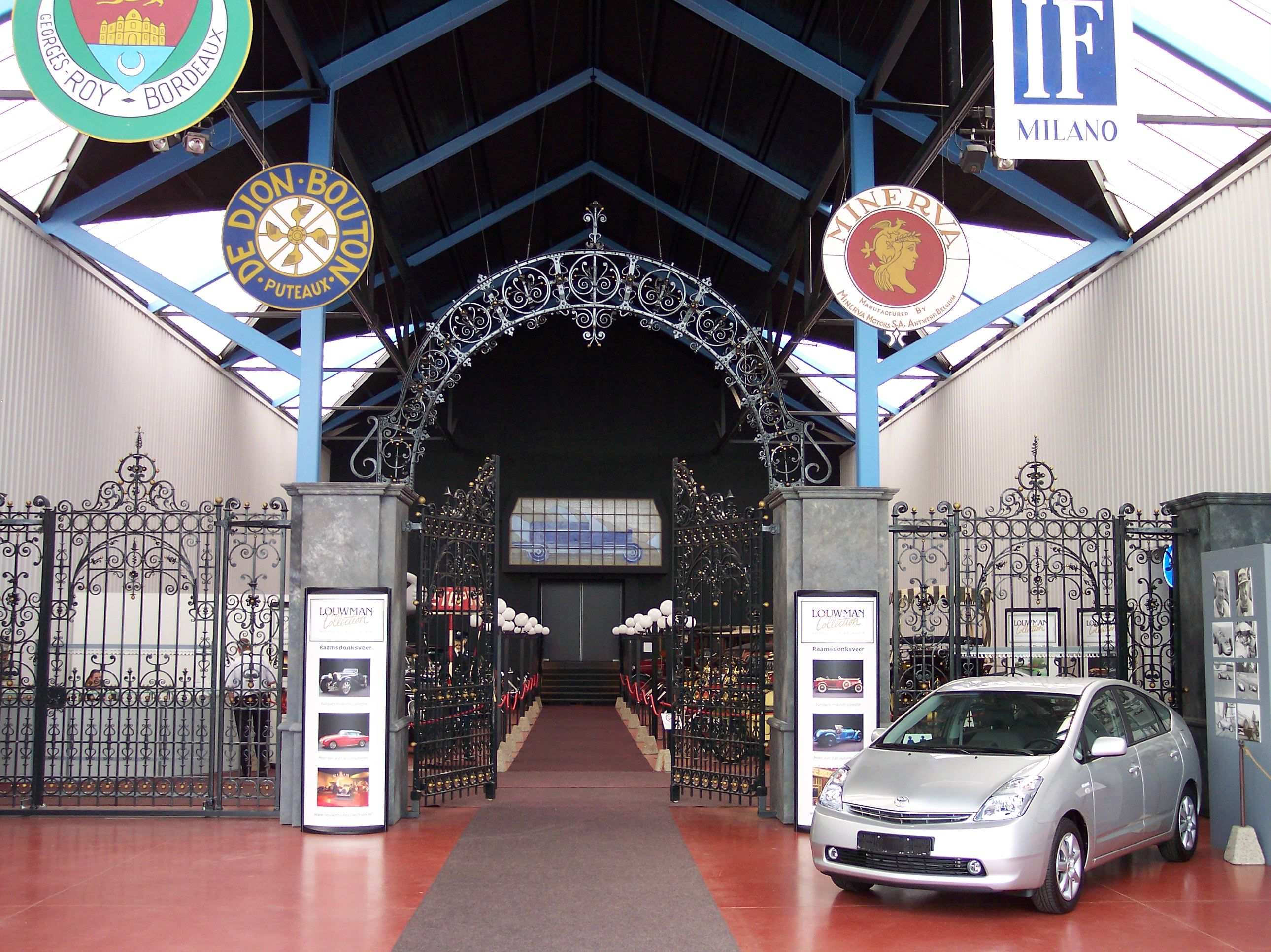
L'ancien Nationaal Automobiel Museum.
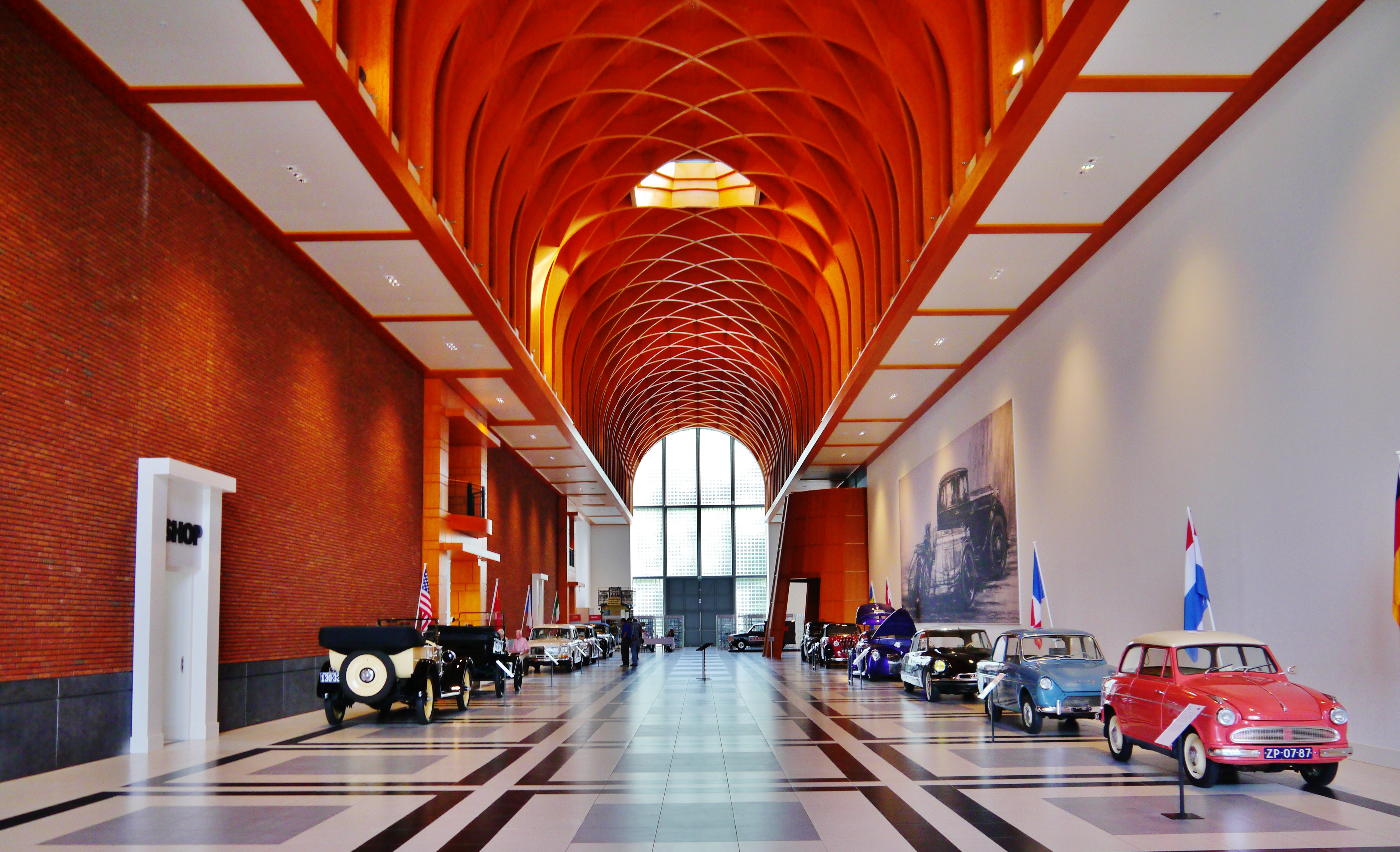
Entrée du Louwman Museum.

La grande galerie qui se trouve à l'entrée du musée est moderne, centrée davantage sur l'architecture que sur les voitures. Elle est caractérisée par une spectaculaire charpente en bois et peut accueillir 1 000 personnes. Le rez-de-chaussée accueille aussi la reconstitution d'une place de village, avec ses boutiques et son garage, ainsi qu'un théâtre de 300 places.

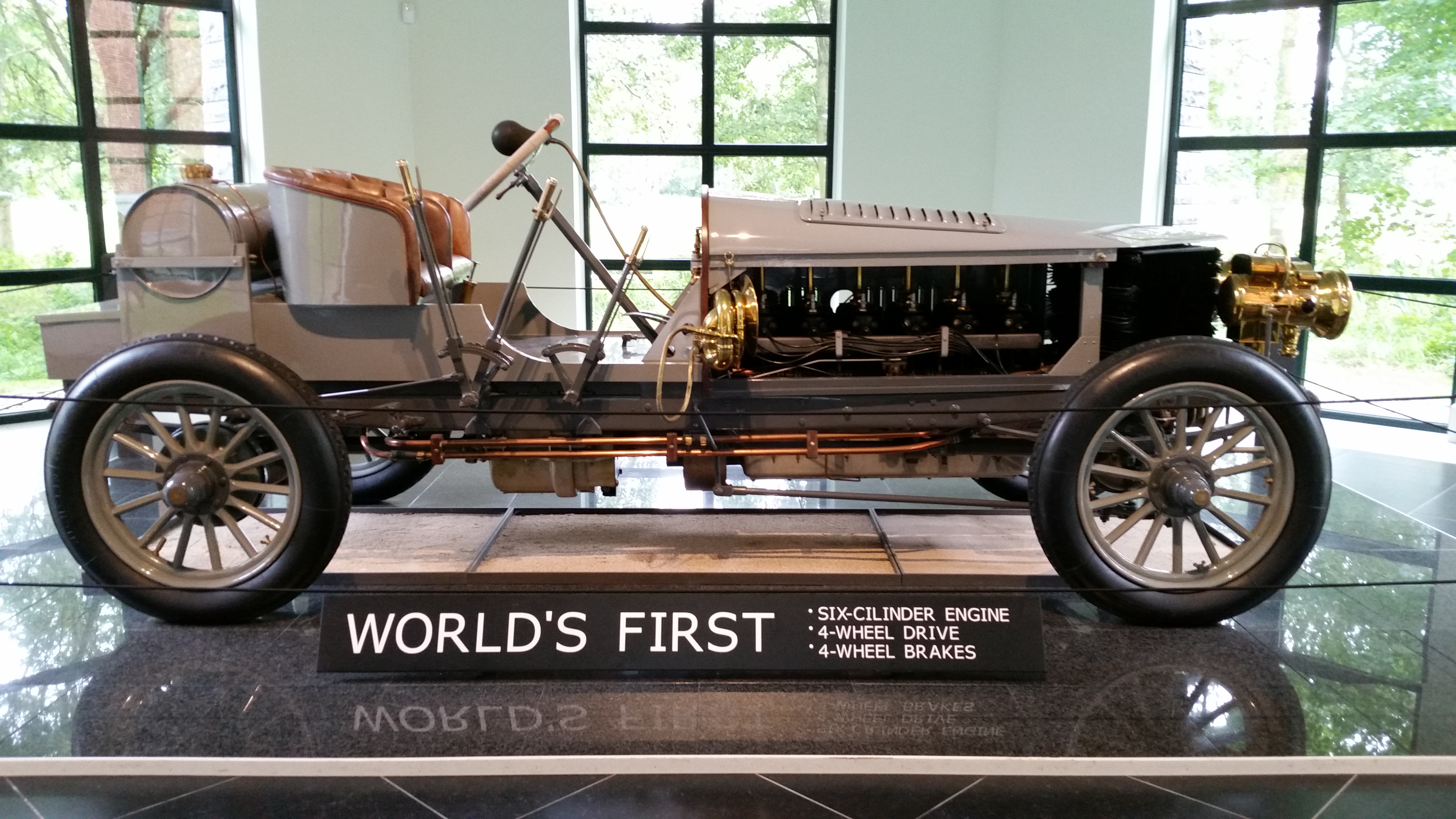
Spyker 60 H.P. (1903).
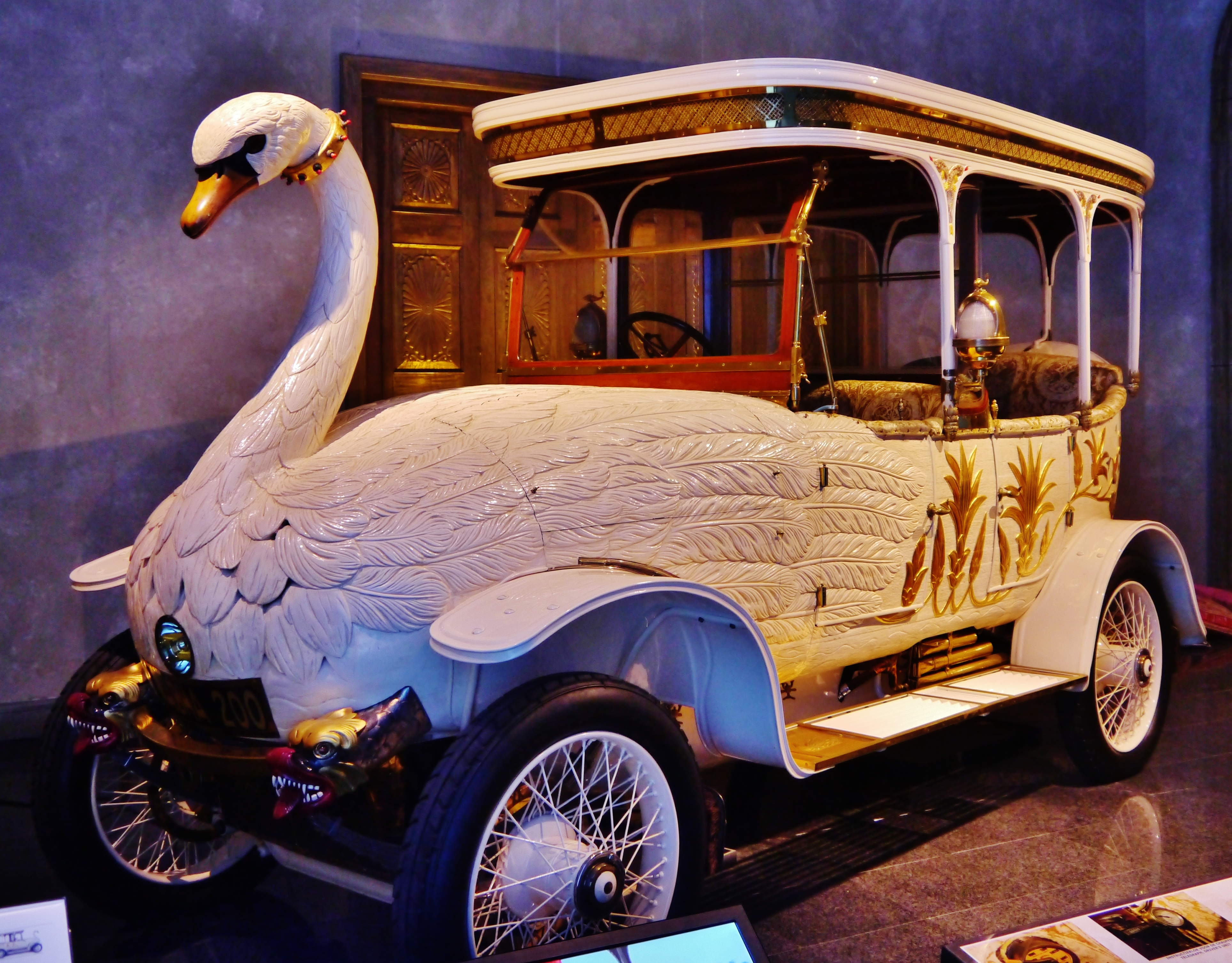
Brooke Swan Car (1910).
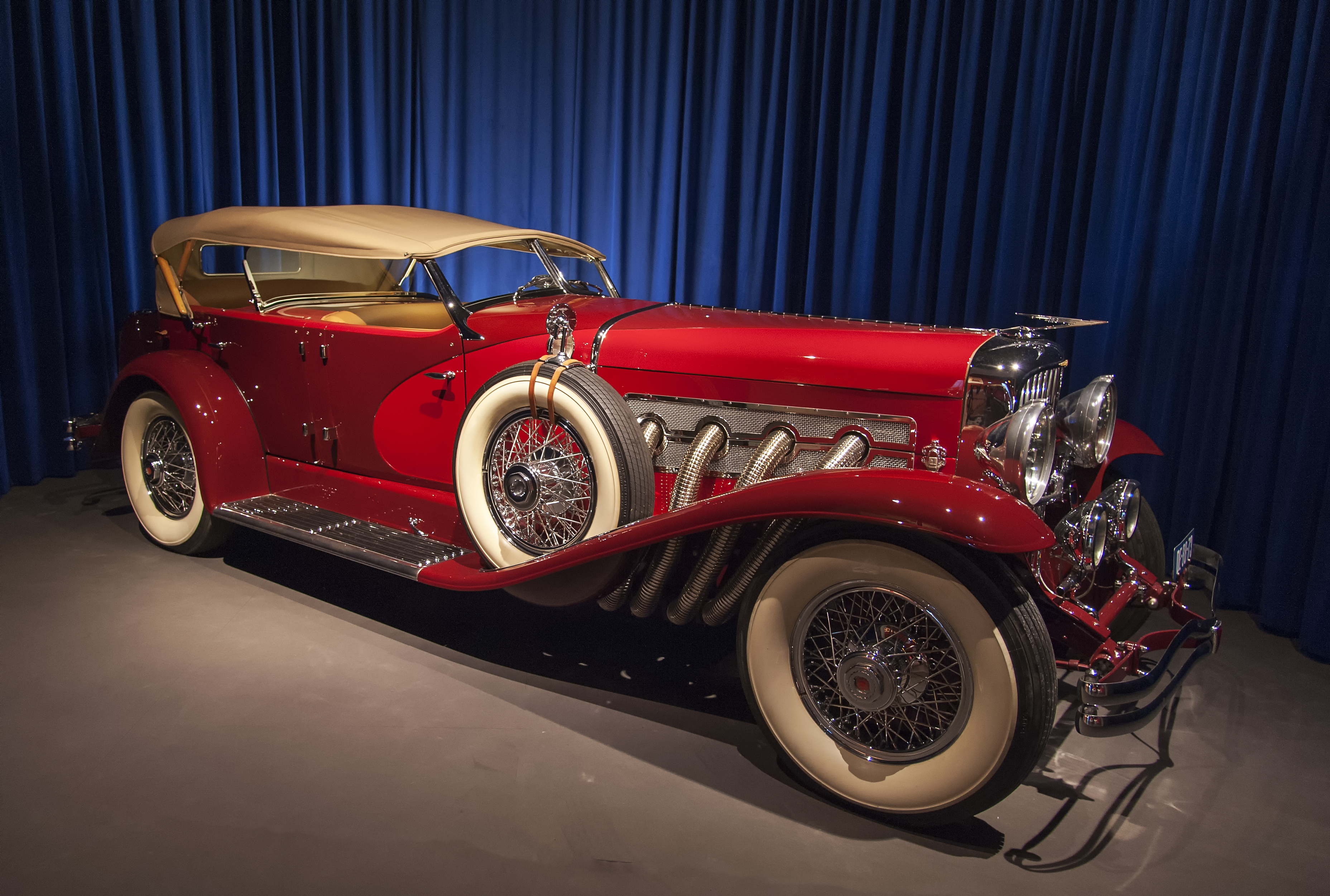
Duesenberg SJ LaGrande Dual Cowl Phaeton (1935).
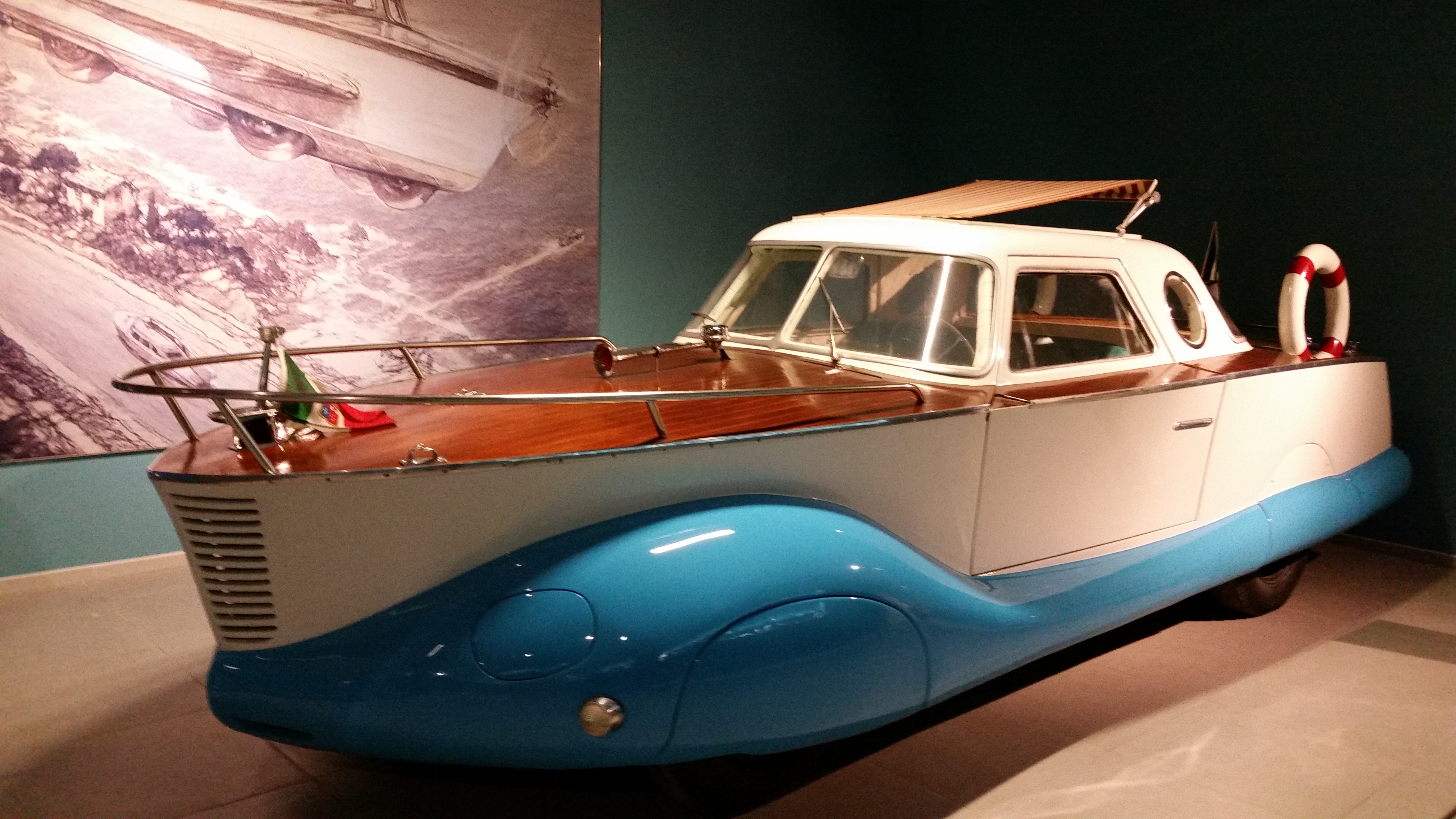
Fiat 1100 voiture-bateau (1953).

## Collection
La collection est très internationale et comprend plus de 275 automobiles anciennes. Parmi ces ancêtres figure la Darracq du film britannique de 1953 Geneviève. En ce qui concerne les Pays-Bas, le musée expose une collection de voitures de la marque Spyker ainsi que la seule voiture survivante connue de la marque Eysink (en) à Amersfoort.
Le musée a aussi acquis le seul exemplaire authentique connu d'une Toyota AA, la première voiture de série du constructeur japonais. Elle est montrée dans l'état où elle a été découverte, en Russie.
Pour la période qui suit la Seconde Guerre mondiale, le musée détient, entre autres, une voiture ayant appartenu à Winston Churchill, une Aston Martin DB5 utilisée dans le film de James Bond Goldfinger, une Cadillac d'Elvis Presley, et un prototype de Daf 600 de 1957.
Les collections sont regroupées de façon thématique. Les automobiles des origines à 1914 sont installées au deuxième étage tandis que les voitures de sport, notamment d'endurance, sont installées au premier étage. Une salle Bugatti regroupe les voitures de cette marque au rez-de-chaussée ainsi que quelques bronzes de Rembrandt Bugatti.
Des collections d'affiches, de peintures et de lithographies automobiles sont regroupées au premier étage. Quelques salles sont consacrées à l'illustrateur britannique Frederick Gordon Crosby (en).

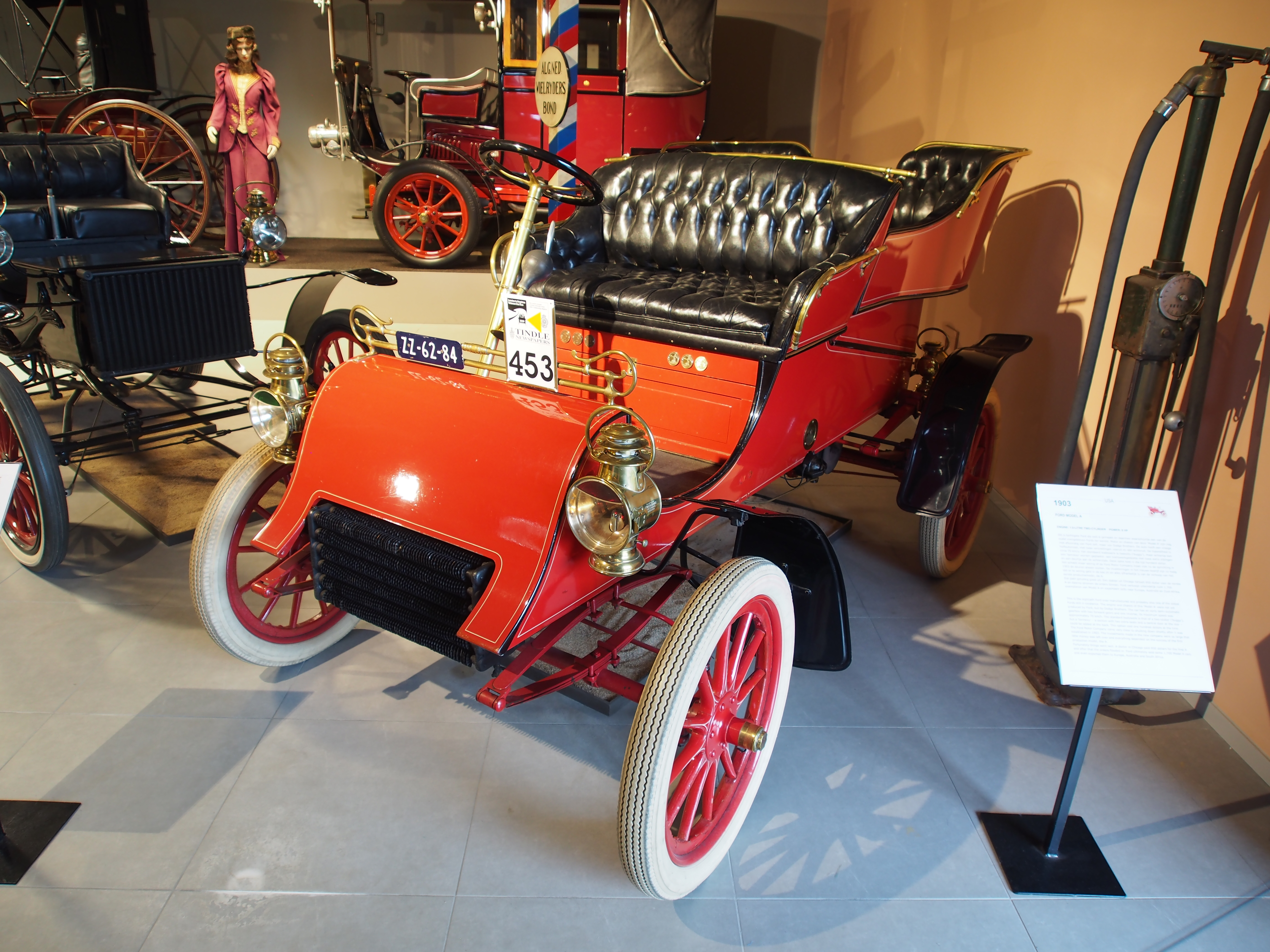
1903 Ford Model A
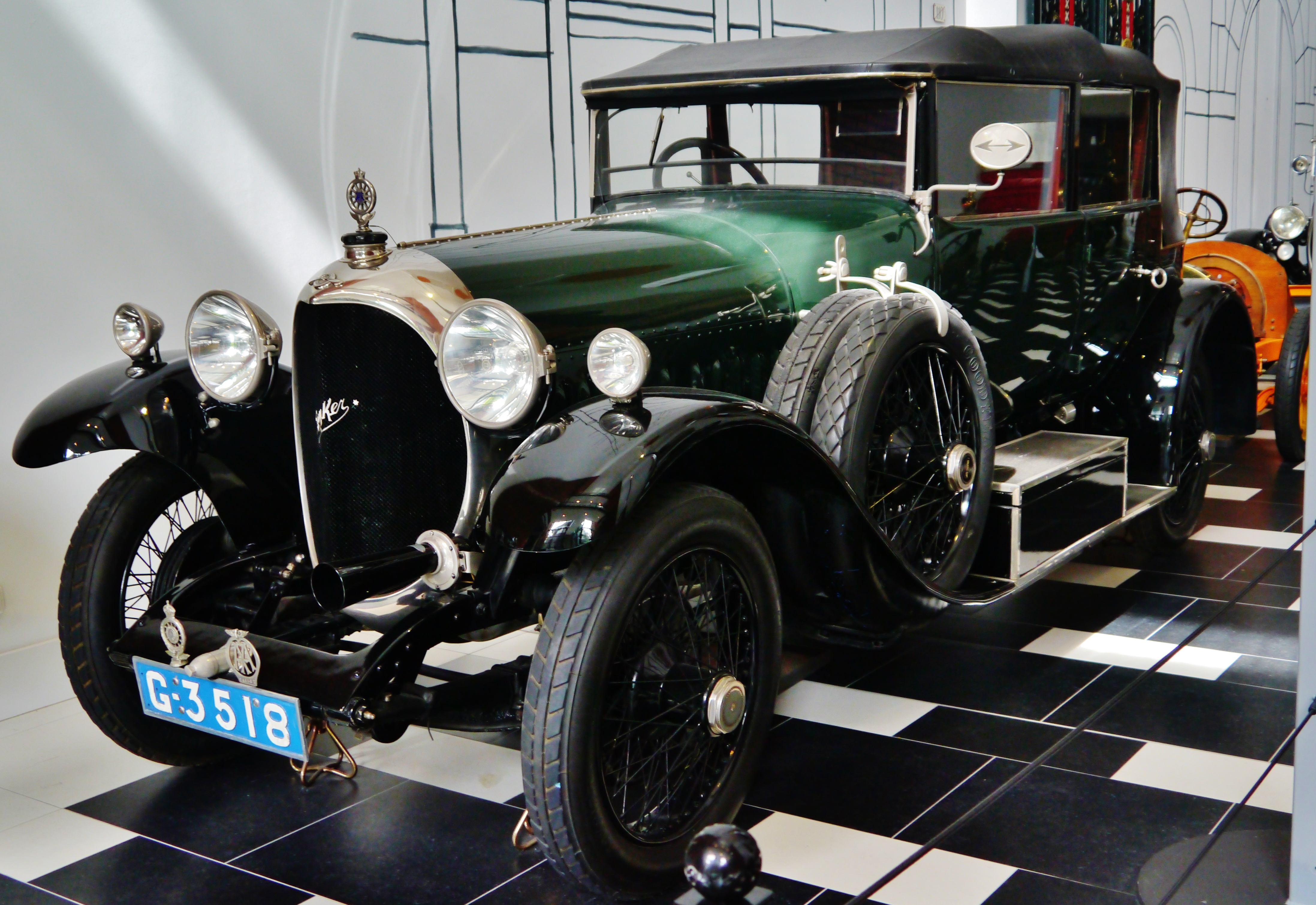
Spyker C4 All-Weather Coupé.
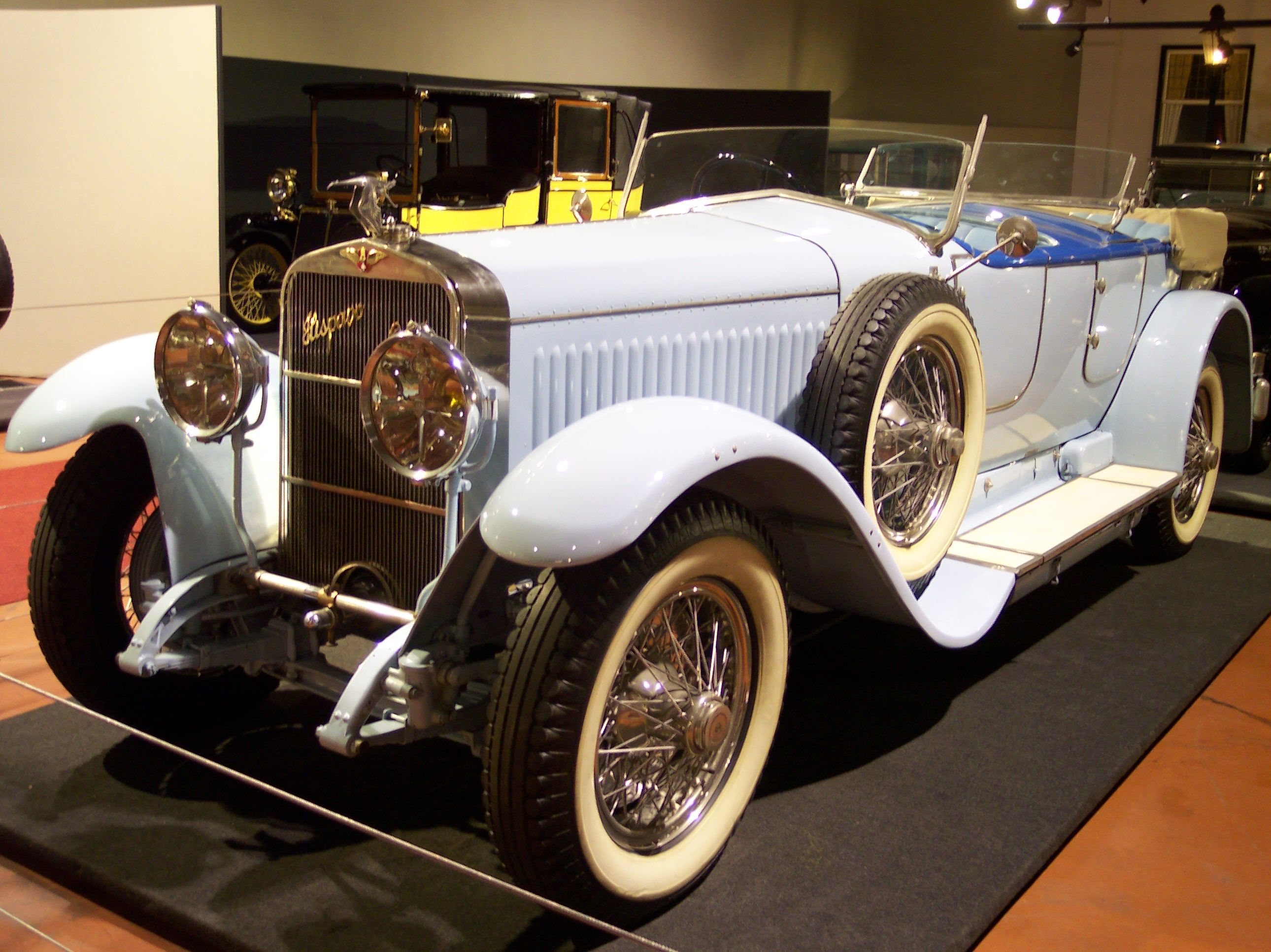
1924 Hispano-Suiza H6B Million-Guiet Dual-Cowl Phæton.
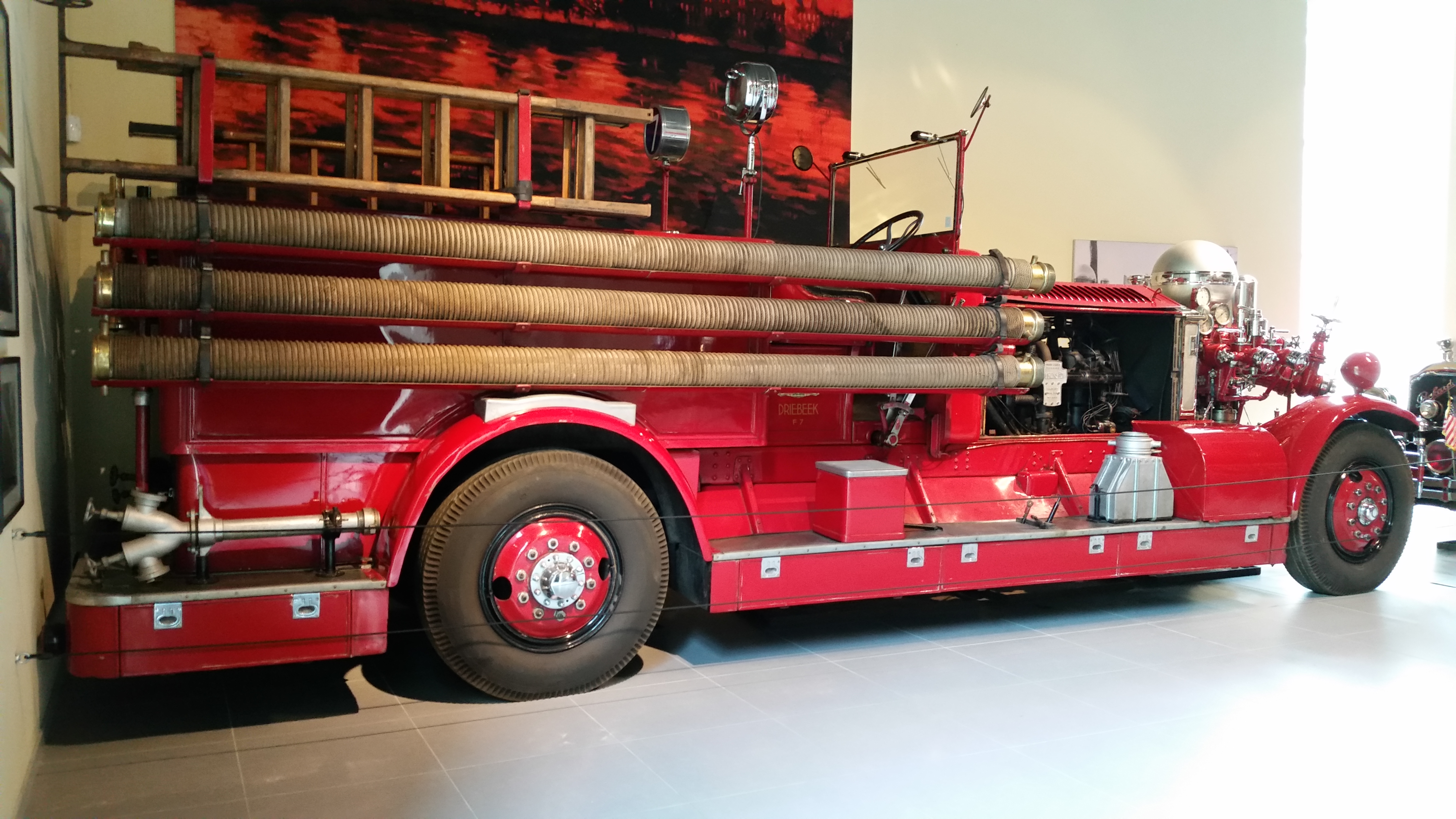
1928 Voiture de pompiers Ahrens-Fox Model N-S-2.
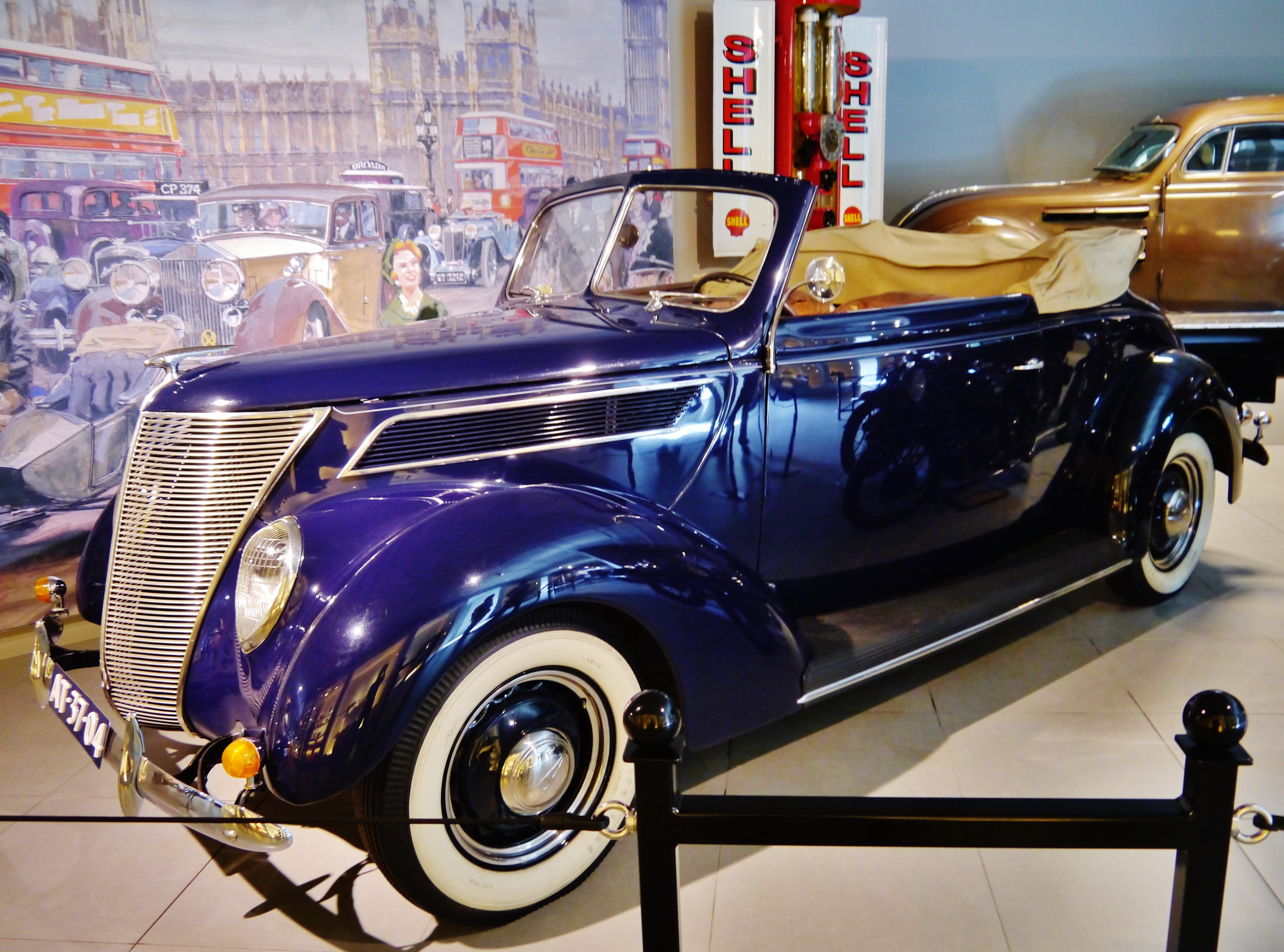
Ford B8 cabriolet.
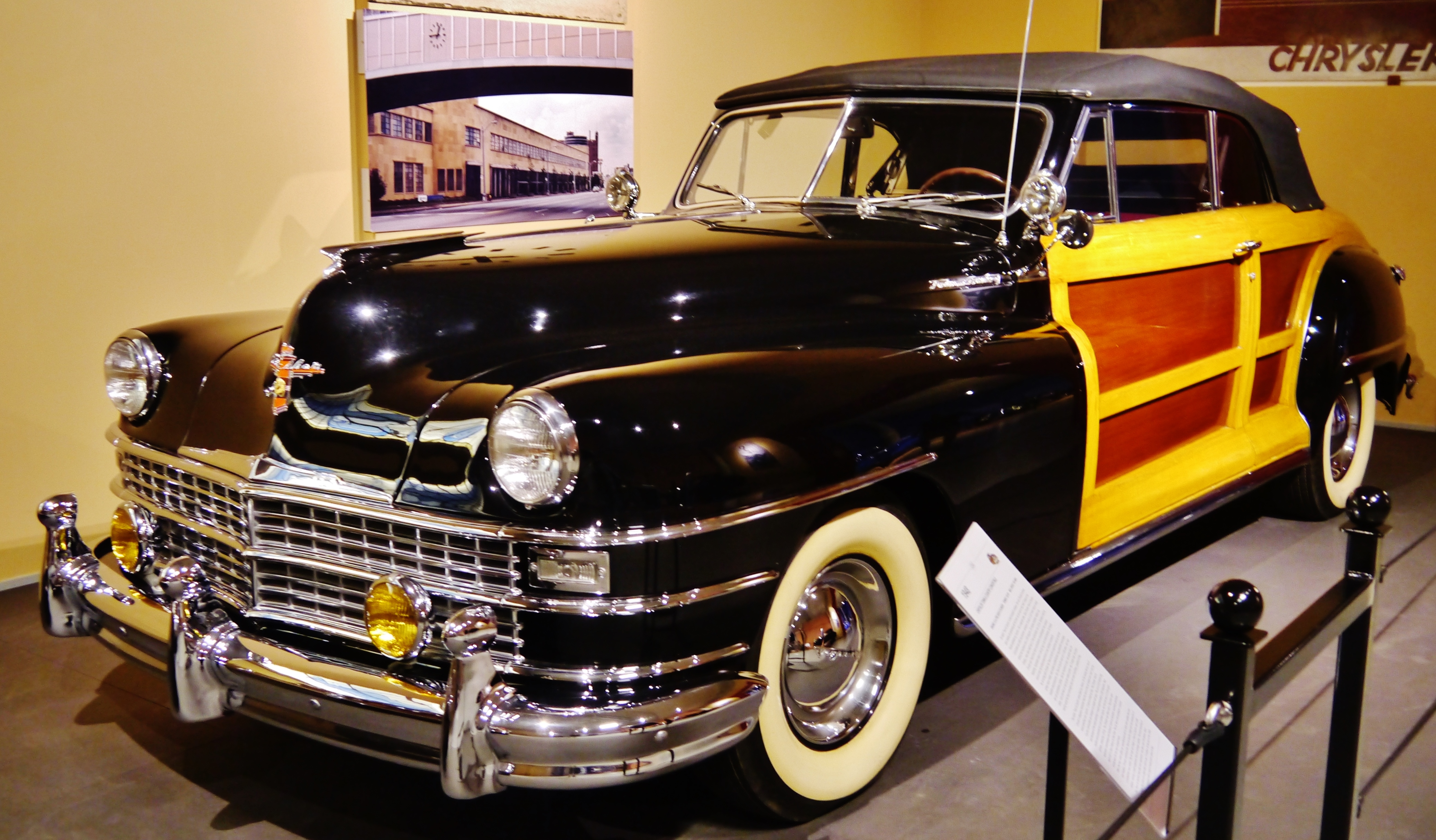
Chrysler Town & Country Convertible.
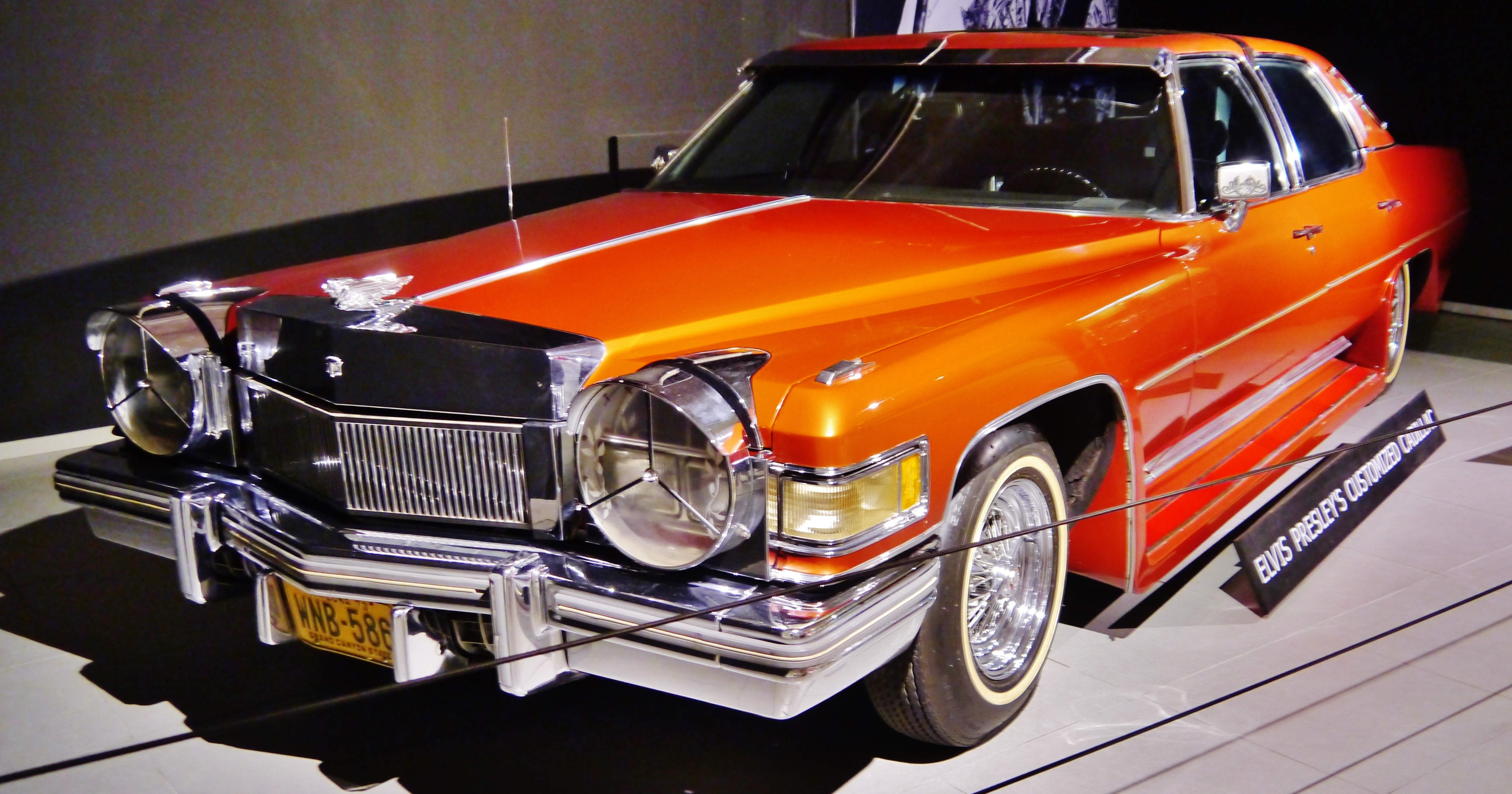
Cadillac d'Elvis Presley.
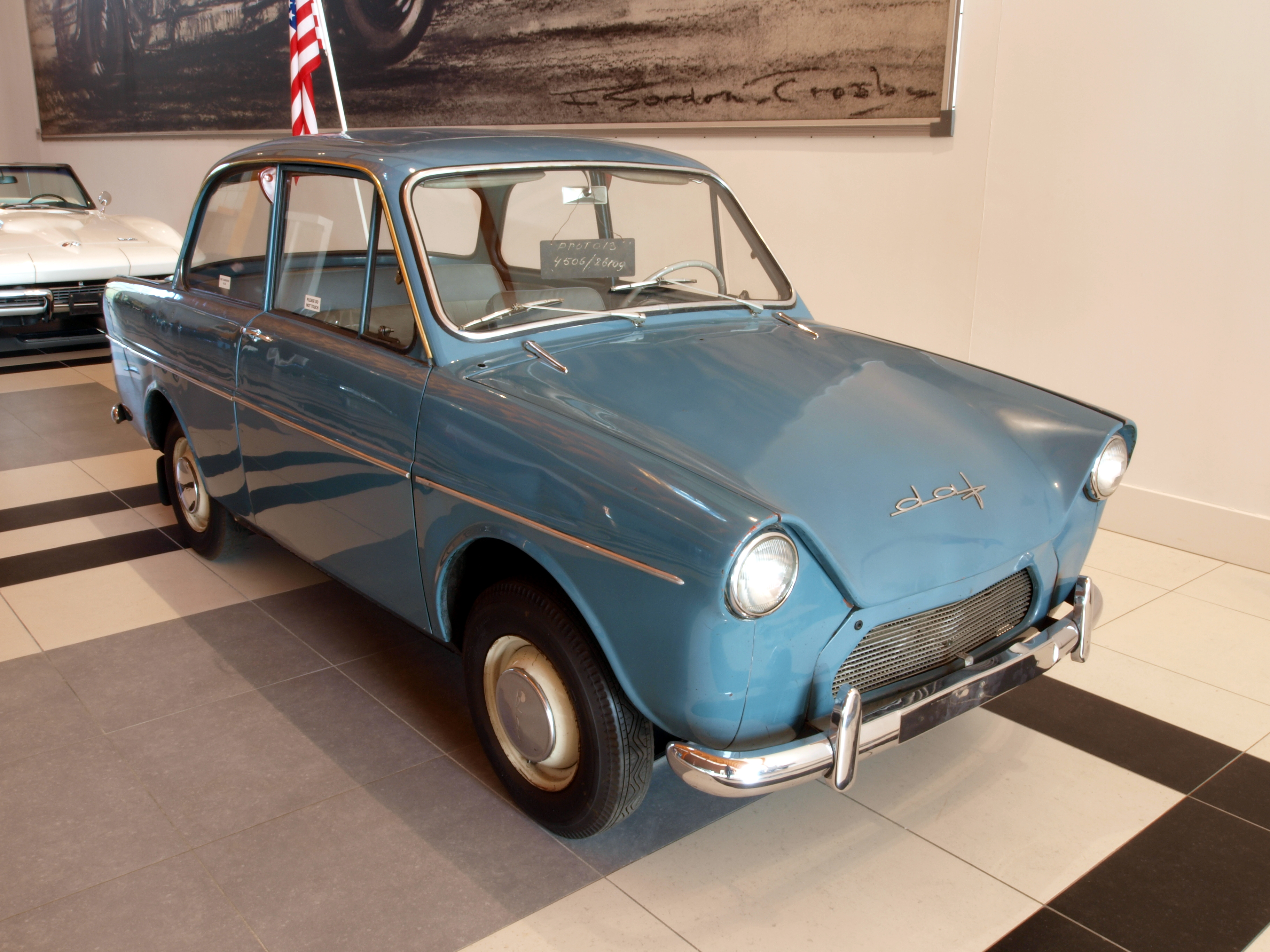
1957 DAF 600 prototype.
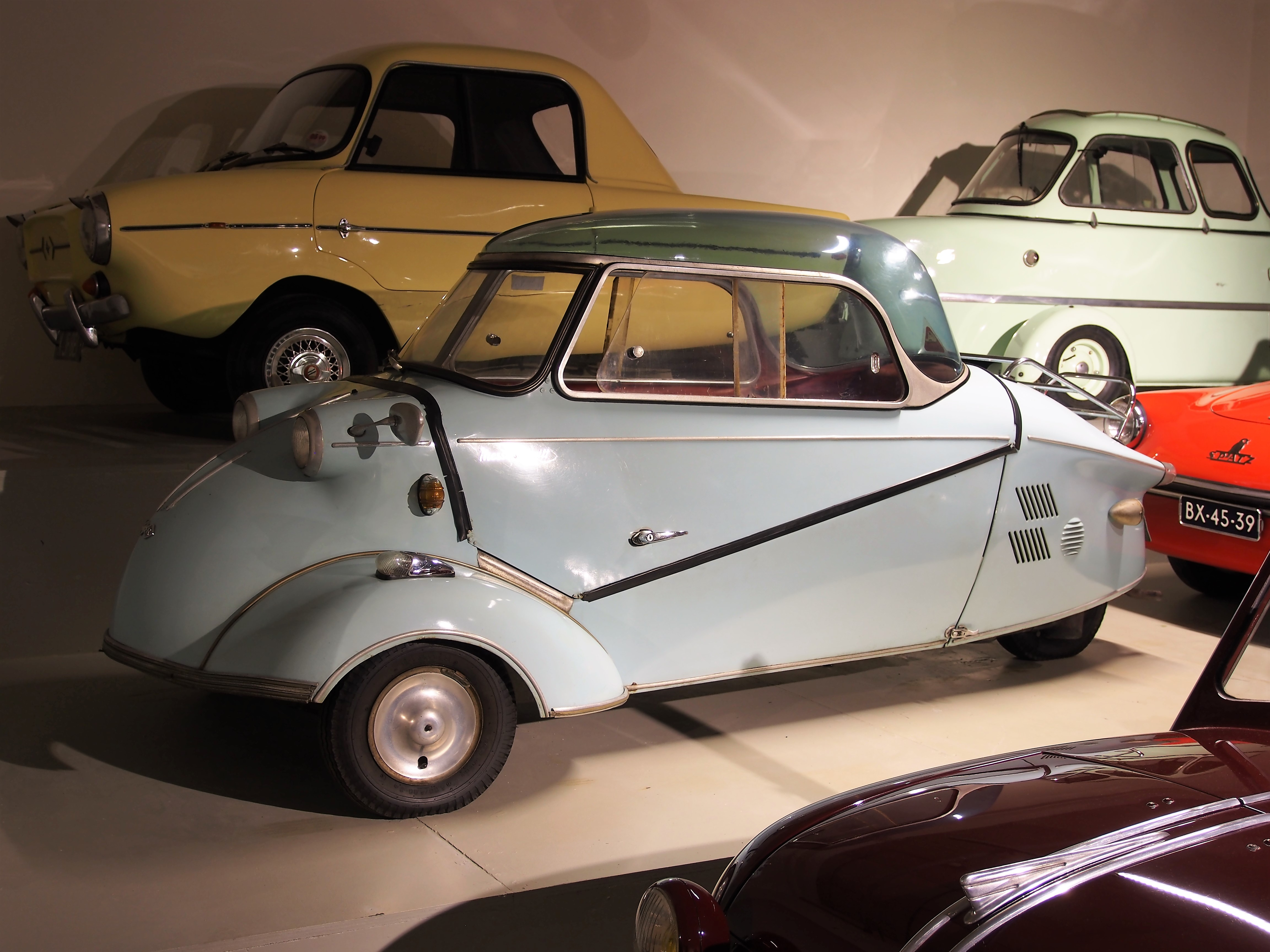
1959 Messerschmidt KR200.
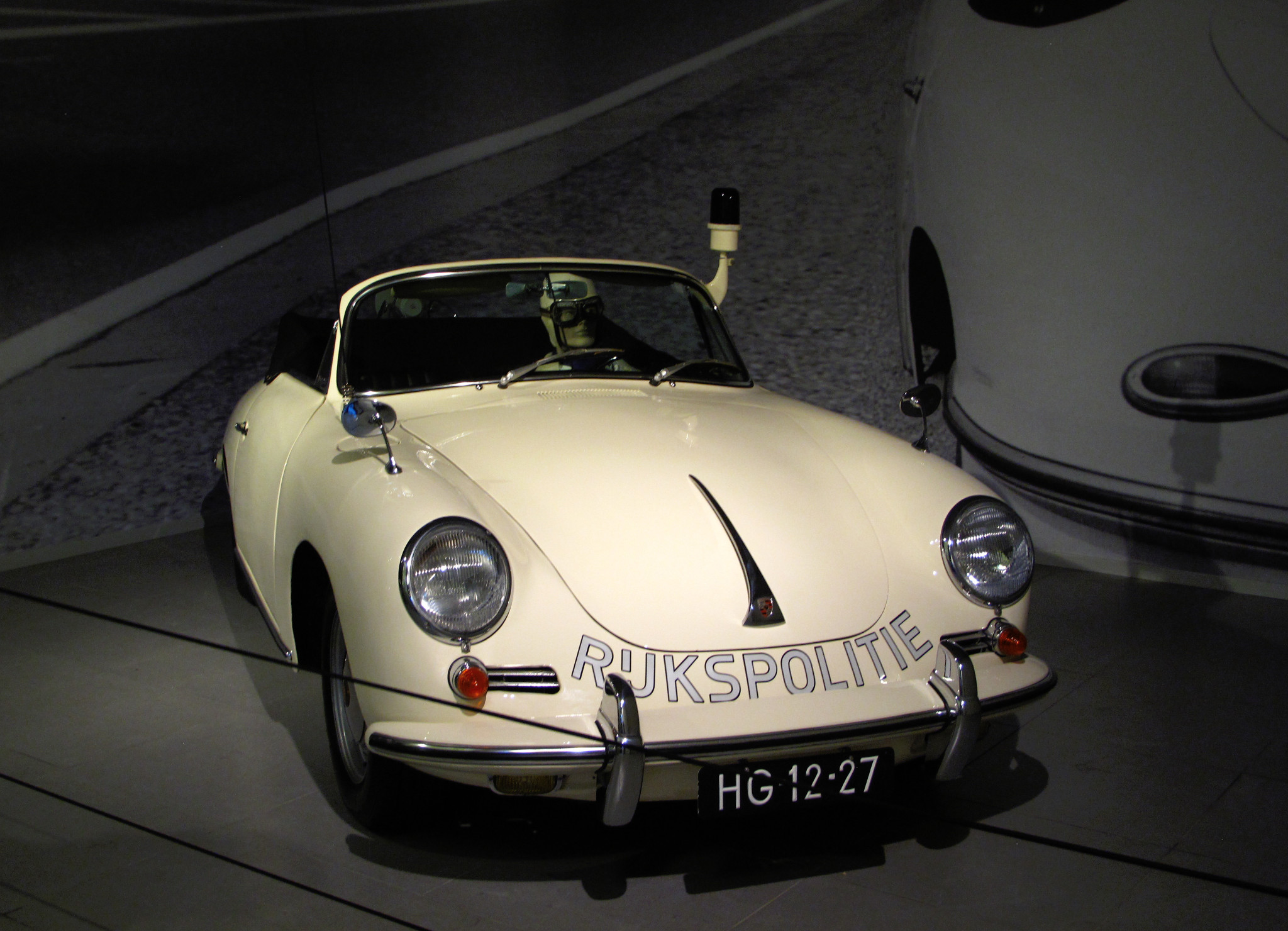
1962 Porsche 356 B 1600 Cabriolet de la police néerlandaise.